# Caudospora taleola
Caudospora taleola är en svampart som först beskrevs av Elias Fries, och fick sitt nu gällande namn av Karl Starbäck 1899. Caudospora taleola ingår i släktet Caudospora, ordningen Diaporthales, klassen Sordariomycetes, divisionen sporsäcksvampar och riket svampar.  Arten är reproducerande i Sverige. Inga underarter finns listade i Catalogue of Life.